# Aquacultuur

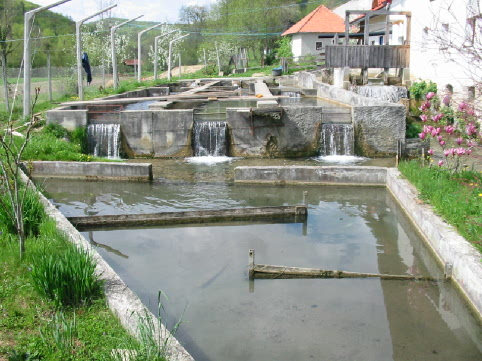
Viskwekerij in Slovenië

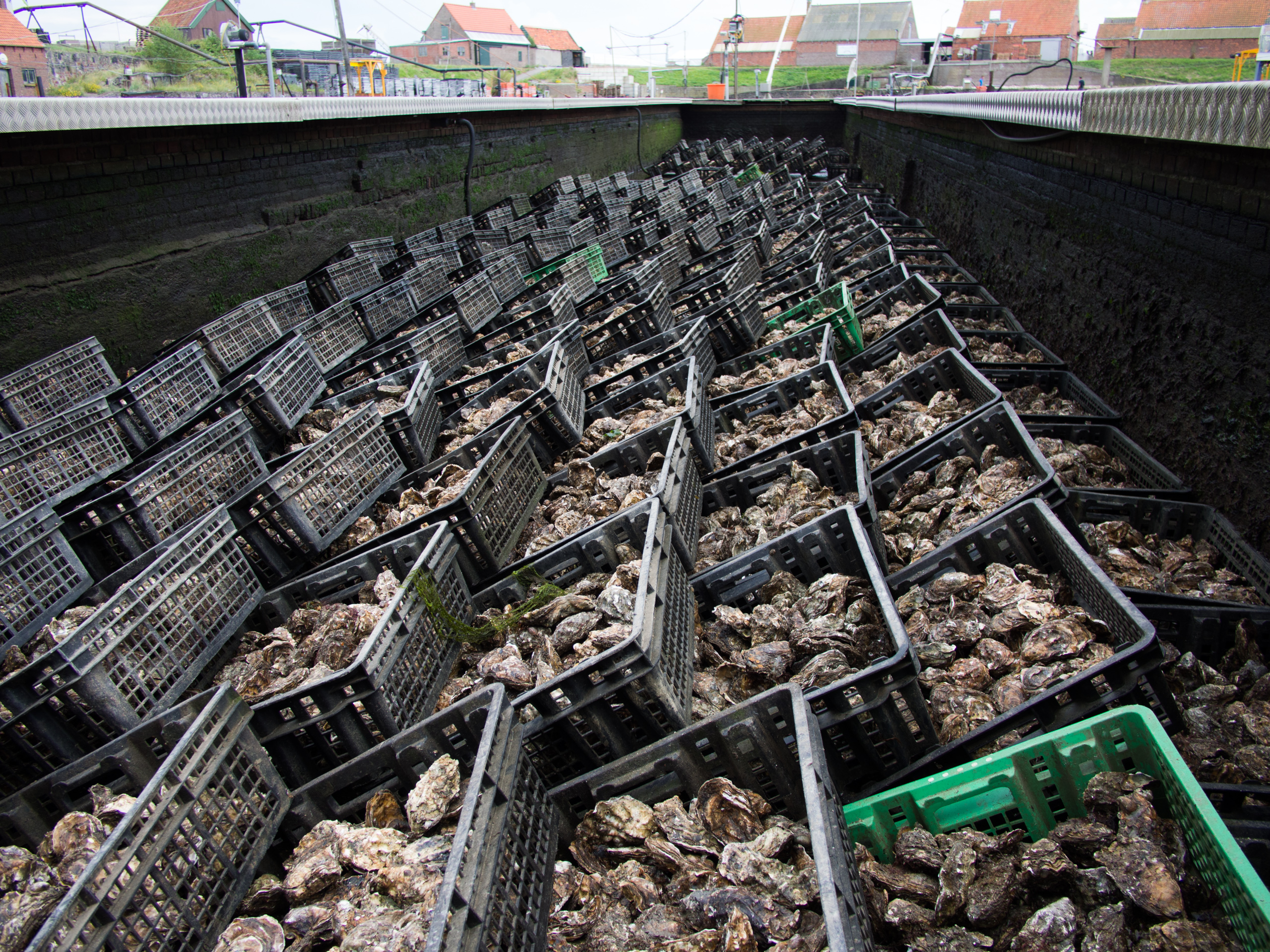
Oesterputten in Yerseke

Aquacultuur omvat de teelt van aquatische organismen zoals vissen, schaaldieren, schelpdieren, waterplanten en algen. Dit kan plaatsvinden in zowel zoet als zoutwater, in kwekerijen op het land, in rivieren, in binnenwateren en op zee.

## Soortgroepen

### Vissen
Het telen van vissen is een vorm van aquacultuur, in tegenstelling tot het vangen van dieren uit het wild. Er kan onderscheid worden gemaakt tussen de intensieve en de extensieve visteelt. In de EU is er met name sprake van intensieve visteelt en is de teelt vooral gericht op de soorten zalm, zeebrasem, regenboogforel, zeebaars en karper. Met uitzondering van de karper zijn dit carnivore dieren die voor een belangrijk deel gevoed worden met vissen die uit het wild gevangen worden. Hierdoor legt de visteelt een nog hogere druk op de al overbeviste oceanen. Ook gaat de visteelt in zee vaak gepaard met milieuvervuiling, doordat afvalstoffen en chemicaliën uitspoelen. Daarnaast is het risico op ziektes en sterfte veelal hoog en gaat de teelt gepaard met dierenwelzijnsproblemen.

### Weekdieren
Er worden meerdere soorten weekdieren voor de consumptie gekweekt. Deze soorten behoren onder andere tot de oesters en de mosselen. Hoewel de belasting op het ecosysteem van de productie lager is dan andere soortengroepen, is deze vorm van industrie wel verantwoordelijk voor de introductie van meerdere invasieve exoten wereldwijd. Het kweken van weekdieren vergt schoon water.
Het kweken van weekdieren kan zowel in zoet als zout water plaatsvinden, maar ook op het strand of aan de kust. Bij het kweken kan er gebruik worden gemaakt van lange lijnen in het water, maar ook van vlotten die men in het water laat drijven, zodat de schelpen erop kunnen groeien.

### Kreeftachtigen
Kreeftachtigen worden zowel in zoet als zout water geteeld, afhankelijk van de soort. Onder de kreeftachtigen worden meerdere soorten garnalen, kreeften en krabben geschaard. Vanaf 1950 is de teelt zich gaan globaliseren en het merendeel van deze teelt vindt plaats in Zuidoost-Azië en Ecuador.
In tropische landen worden veel garnalen gekweekt. De kweek van deze garnalen is vaak omstreden, omdat stukken mangrovewoud gekapt worden om plaats te maken voor kweekvijvers. Daarnaast worden veel antibiotica en andere, soms giftige, middelen gebruikt om ziekten te bestrijden. De garnalenteelt heeft ook een bepaalde cyclus waarin aanvankelijk goede winsten worden gemaakt en later de opbrengst door de opkomst van virusziekten weer in elkaar zakt. Hierdoor heeft de garnalenteelt zich weer naar andere plaatsen verplaatst, resulterend in het kappen van nog meer mangrovewoud. Verantwoordelijk is de afnemende waterkwaliteit bij semi-intensieve systemen en de onmogelijkheid om door hygiënische maatregelen infecties te voorkomen zoals bij recirculatiesystemen.

### Planten en algen
Het kweken van bepaalde waterplanten en wieren wordt ook onder de noemer aquacultuur geschaard, zoals de teelt van zouttolerante plantensoorten als zeekraal en lamsoor.

### Overige groepen
Overige groepen omvatten de in het water levende reptielen, amfibieën, holtedieren en stekelhuidigen. Een voorbeeld van stekelhuidigen die voor de consumptie gekweekt worden, zijn de zeekomkommers.

## Kweekmethoden
- Intensieve gesloten systemen
- Open kooien in zee of in een meer
- Bodemkweek of hangcultuur voor schelpdieren

## Statistieken
In 2018 lag de totale aquacultuurproductie op 114,5 miljoen ton met een waarde van US$ 264 miljard. Hiervan was het aandeel van de visteelt 82,1 miljoen ton, voor de waterplanten, bijna uitsluitend zeewier, 32,4 miljoen ton en tot slot nog een zeer bescheiden hoeveelheid schelpen en parels.
In 1950 werd wereldwijd zo'n 20 miljoen ton vis aan land gebracht en is in de decennia erna gestaag gegroeid tot zo'n 90 miljoen ton in 1990. Daarna trad een duidelijke stabilisatie op, de visvangst bleef schommelen tussen de 80 en 90 miljoen ton op jaarbasis. De groei in visconsumptie ging gestaag door, maar hierin werd bijna uitsluitend voorzien door de sterke opkomst van de visteelt. Tussen 2001 en 2018 lag de groei op gemiddeld 5,3% per jaar.
De visteelt is geografisch zeer geconcentreerd. De tien meest producerende landen produceerden 72,8 miljoen ton oftewel 88,7% van het wereldwijde totaal. De Volksrepubliek China staat ver bovenaan met een productie van 47,6 miljoen ton, gevolgd door India met 7,1 miljoen ton. Met 1,4 miljoen ton is Noorwegen de grootste Europese producent, maar staat op de zevende plaats wereldwijd. Circa 66% van de productie bestaat uit vis, 21% uit weekdieren zoals de oester en mossel en 11% uit kreeftachtigen. Ongeveer de helft van de visteelt bestaat uit zoetwatervis. Voor waterplanten zijn vrijwel uitsluitend China en Indonesië verantwoordelijk; deze twee landen produceerden samen 28 miljoen ton waterplanten in 2018.
De diversiteit aan kweekvis is groot, meer dan 600 soorten worden gekweekt. Vooral karpers zijn populair, in de top vijf van de kweekvissen staan vier karpers en deze nemen in totaal een derde van de totale productie aan kweekvis voor hun rekening. De enige niet-karper in de top vijf, is de nijltilapia waarvan 4,5 miljoen ton werd geproduceerd in 2018.

## Dierenwelzijn
Er bestaat in Nederland geen specifieke dierenwelzijnswetgeving voor vissen, kreeftachtigen en weekdieren in de aquacultuur, zoals voor de meeste andere voor productie gehouden dieren, als varkens, vleeskuikens en vleeskalveren. Wel zijn er enkele algemene uitgangspunten voor vissen, kreeftachtigen en weekdieren van toepassing, waarin wordt gesteld dat ze niet onnodig mogen lijden en ze voldoende ruimte moeten hebben voor hun fysiologische en ethologische behoeften. Ook geeft de Europese Verordening EG 1099/2009 aan dat vissen bij de doding elke vermijdbare vorm van pijn, spanning of lijden bespaard moet blijven. De Nederlandse wetgeving sluit vissen echter uit van bescherming bij de slacht. Datzelfde geldt voor kreeftachtigen en weekdieren. 
Mede door het gebrek aan regelgeving zijn er grote problemen op het gebied van dierenwelzijn in de kweekvissector. In de exploitatie van kreeftachtigen liggen de grootste welzijnsproblemen bij het feit dat dieren veelal lange tijd met vastgebonden scharen en zonder voedsel worden getransporteerd en worden gehouden in winkels en horeca. Daarbij is de slacht een bron van dierenleed die vaak onverdoofd en door middel van levend koken gebeurt.
Er bestaan richtlijnen en normen inzake vissenwelzijn in de aquacultuur, onder meer van de Europese Unie, de Raad van Europa en de Wereldorganisatie voor diergezondheid, maar deze zijn van algemene aard. 